# Stadtkirche Schramberg

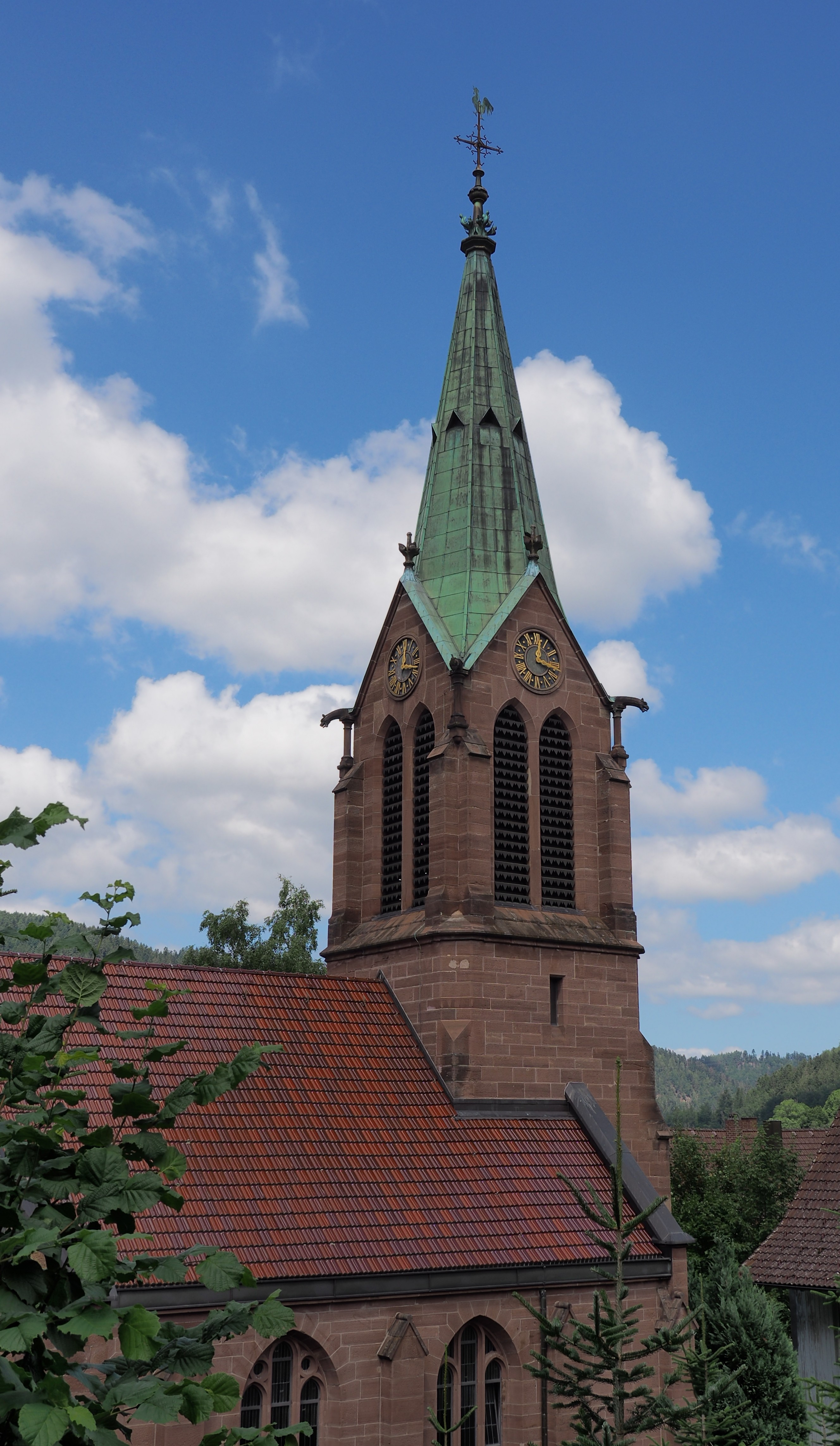
Blick auf den Turm der Stadtkirche Schramberg

Die evangelische Stadtkirche Schramberg ist eine 1874 erbaute Buntsandsteinkirche im Mittleren Schwarzwald. Sie ist das Zentrum der evangelischen Kirchengemeinde in Schramberg, Kreis Rottweil. Die Kirchengemeinde gehört zum Kirchenbezirk Rottweil der Evangelischen Landeskirche in Württemberg.

## Geschichte
Im 19. Jahrhundert zogen nach und nach mehr Protestanten in das mehrheitlich katholische Schramberg. Diese wurden zunächst von evangelischen Kirchengemeinde im nahen Schönbronn mit betreut. 1851 wurde der erste evangelische Gottesdienst in Schramberg in einem umgebauten Gartensaal gehalten und schließlich 1866 eine eigene Pfarrei errichtet.
Die Stadtkirche wurde 1874 erbaut und war geostet. Nachdem die Kirche für die Gemeinde zu klein geworden war, wurde sie von 1896 bis 1898 durch den württembergischen Kirchenarchitekten Heinrich Dolmetsch um das heutige Hauptschiff erweitert, das quer zur ursprünglichen Kirche steht und heute einen kleineren Turm am Vorderschiff und einen großen Turm am Hauptschiff besitzt.

## Orgel
Am 13. Dezember 2009 wurde die neue Orgel der Kirche eingeweiht. Das Instrument wurde von der Orgelbaufirma Heintz (Schiltach) erbaut. Es hat 22 Register auf zwei Manualen und Pedal. Die Spieltrakturen sind mechanisch, die Registertrakturen elektrisch.
| I Hauptwerk C–g3 |                 |       |
| 1.               | Principal       | 8′    |
| 2.               | Rohrflöte       | 8′    |
| 3.               | Salicional      | 8′    |
| 4.               | Biffara (ab f0) | 8′    |
| 5.               | Octave          | 4′    |
| 6.               | Traversflöte    | 4′    |
| 7.               | Nazard          | 2 ⁄3′ |
| 8.               | Superoktave     | 2′    |
| 9.               | Mixtur IV       | 1 ⁄3′ |
| 10.              | Trompete        | 8′    |
|                  | Zimbelstern     |       |

| II Rückpositiv C–g3 |             |        |
| 11.                 | Bourdon     | 8′     |
| 12.                 | Praestant   | 4′     |
| 13.                 | Flute douce | 4′     |
| 14                  | Quinte      | 2 ⁄3′  |
| 15.                 | Terz        | 1 3⁄5′ |
| 16.                 | Waldflöte   | 2′     |
| 17.                 | Mixtur III  | 1′     |
| 18.                 | Dulcian     | 8′     |
|                     | Tremulant   |        |

| Pedal C–f1 |             |     |
| 19.        | Subbass     | 16′ |
| 20.        | Oktavbass   | 8′  |
| 21.        | Gedecktbass | 8′  |
| 22.        | Fagott      | 16′ |

- Koppeln: II/I, I/P, II/P; II/I als Suboktavkoppel.

## Geläut
Die ursprüngliche Kirche hatte drei kleine Glocken im heutigen kleinen Glockenturm. Als der große Kirchturm gebaut wurde, erhielt er ebenfalls drei große Glocken. 1949 wurde die evangelische Kirche im Nachbarort Lauterbach gebaut. Der neuen Kirche wurden die drei Glocken des kleinen Turms geschenkt. Dabei handelt es sich um Stahlglocken des Bochumer Vereins von 1873.
Durch eine zweckgebundene Stiftung wurde 2016 das bisherige Geläut um vier weitere Glocken erweitert. Der Glockensachverständige der Landeskirche empfahl, weil die vorhandenen mächtigen Glocken aus dem Jahr 1952 im Hauptturm groß und tiefer gestimmt sind, vier kleinere und hell klingende Glocken anzuschaffen. Sie wurden Petrus-, Paulus-, Luther und Jubiläumsglocke genannt, da 2017 das Jahr des Reformationsjubiläums war. Die Größte der neuen Glocken hängt im Hauptturm, die drei kleineren im kleinen Turm. Das volle Geläut war erstmals zum Erntedankfest im Oktober 2016 zu hören.